# Andinje, Beltangadi
Andinje là một làng thuộc tehsil Beltangadi, huyện Dakshina Kannada, bang Karnataka, Ấn Độ.